# Gorgonidia inversa
Gorgonidia inversa är en fjärilsart som beskrevs av Rothschild 1909. Gorgonidia inversa ingår i släktet Gorgonidia och familjen björnspinnare. Inga underarter finns listade i Catalogue of Life.